# Megarhyssa rixator
Megarhyssa rixator là một loài tò vò trong họ Ichneumonidae.